# من ربات نیستم
«من یک ربات نیستم» (به انگلیسی: I Am Not a Robot) تک‌آهنگی از خواننده و ترانه‌سرای بریتانیایی مارینا و دیاموندز از اولین آلبوم استودیویی او جواهرات خانوادگی است که در ۲۳ آوریل ۲۰۱۰ منتشر شد.